# Селеста Браун (плавчиня)
Селеста Браун (англ. Celeste Brown, 4 серпня 1994) — новозеландська плавчиня.
Учасниця Олімпійських Ігор 2012 року.